# Honoré de Balzac
Honoré de Balzac wym. [ɔnɔ'ʀe ‘də bal’zak], Honoriusz Balzak (ur. 20 maja 1799 w Tours, zm. 18 sierpnia 1850 w Paryżu) – francuski powieściopisarz, obok Dickensa i Tołstoja jeden z najważniejszych twórców współczesnej powieści europejskiej, autor monumentalnego cyklu powieściowego Komedia ludzka (La comédie humaine).
Jego wszystkie powieści miłosne (omnes fabulae amatoriae) umieszczone zostały w index librorum prohibitorum dekretami z lat 1841, 1842 i 1864.

## Życiorys
Przodkowie Balzaca byli chłopami nazwiskiem Balssa ze wsi Nougayrié w Tarn. Rdzeń bals oznacza w langwedockim stromą skałę. Ojciec pisarza utrzymywał, że ich ród pochodzi ze szczepu Galów, którzy przetrwali inwazję i dali początek arystokratycznemu rodowi Balzac d’Entraques’om i z czasem zmienił nazwisko na Balzac.
Dziadek Honoriusza, Bernard Balssa (1716-1778), odziedziczył w Nougayrié kawałek ziemi i wytężoną pracą doszedł do posiadania łąk i winnic. Ojciec pisarza, Bernard Franciszek, człowiek prosty, lecz oczytany samouk, w czasie rewolucji wzbogacił się w służbie państwowej. Pojął on w 1797 roku za żonę 18-letnią Anne-Laure z domu Sallambier, od której był starszy o 32 lata. Pierwszym ich dzieckiem był Honoré, urodzony 20 maja 1799.
Zgodnie z francuskim zwyczajem klas posiadających chłopiec został oddany na wykarmienie do mamki, u której przebywał przez 4 lata, następnie wciąż pod opieką obcych ludzi nauczył się czytać i pisać. Matkę widywał tylko w niedzielę. Do domu rodzinnego wrócił w 1803 roku. Ten epizod z dzieciństwa zrodził we wrażliwym dziecku przekonanie, że był odrzucony i niekochany przez swoją matkę. Spośród trojga rodzeństwa (Laury, Laurencji i Henryka) szczególne więzi połączyły go z, o szesnaście miesięcy młodszą, Laurą.
Gdy ukończył 6 lat, ojciec umieścił go jako alumna w Vendôme, w kolegium z internatem, prowadzonym przez zgromadzenie oratorianów, skąd powracał tylko na wakacje. W Vendôme Balzac zapoznał się z obszerną biblioteką szkoły. Pochłaniał bez wyboru książki wszelkich rodzajów: religijne, historyczne, filozoficzne, przyrodnicze. Przeżycia z tego okresu zawarł później w powieści Ludwik Lambert, w znacznej mierze autobiograficznej. W kwietniu 1813 roku oratorianie zaniepokojeni jego stanem zdrowia odesłali go do domu.
Od lipca do listopada 1814 roku młody Balzac był eksternem kolegium w Tours. W listopadzie rodzina, w związku z awansem ojca przeniosła się do Paryża i zamieszkała przy ulicy du Tempe 40, w dzielnicy Marais. Honoriusza umieszczono w internacie u pana Lepitre. Pod koniec 1815 został pensjonariuszem surowego księdza Gansera. Przez cały ten czas kontynuował naukę w liceum Karola Wielkiego, którą ukończył w 1816 roku z przeciętnymi wynikami.
Źle traktowany przez swarliwą i egoistyczną matkę, w wieku 18 lat opuścił dom rodzinny, usiłując utrzymać się z pisania (wówczas jeszcze pod pseudonimem) utworów literackich. Dramat niekochanego dziecka ujawnił dopiero w 1846 roku, na 4 lata przed swą śmiercią. Mając 18 lat napisał pierwszą tragedię (Cromwell, 1820) oraz powieści filozoficzne.
Po ukończeniu w Tours szkoły średniej, zgodnie z wolą ojca, który widział w nim przyszłego prawnika, pracował w kancelarii adwokackiej, a następnie notarialnej. Na Sorbonie podjął studia prawnicze (których nie ukończył), a jednocześnie słuchał wykładów z literatury i filozofii.

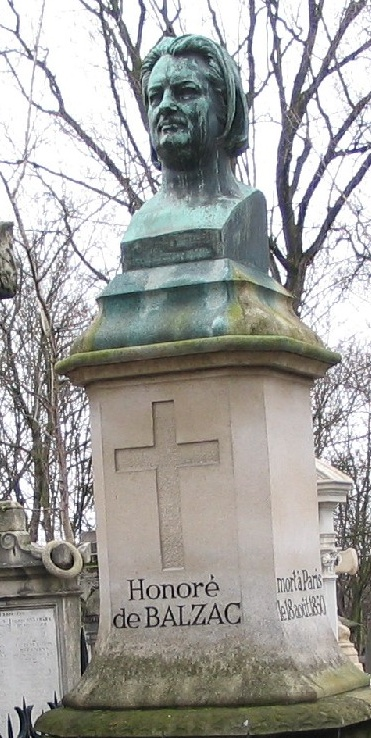
Pomnik nagrobny Balzaca na cmentarzu Père-Lachaise w Paryżu

W 1825 spróbował swoich sił jako przedsiębiorca uruchamiając drukarnię, jednak po 4 latach okazało się, że nie sprostał wymogom bankierów paryskich, działalność więc zakończyła się fatalnym bankructwem. Na spłatę długów poświęcił nawet skromny majątek rodzinny. Od zaciągania długów nie uwolnił się do końca życia, wspomagając, a niekiedy wręcz ratując swe finanse zaliczkami na powieści, których jeszcze nie zaczął pisać.
W 1829 osiągnął pierwszy sukces literacki, wydając pierwszą pod własnym nazwiskiem powieść Szuanie (Les chouans). Jeszcze większy rozgłos uzyskała książka Fizjologia małżeństwa (Physiologie du mariage, 1829), także ze względu na to, że uznano ją za nieprzyzwoitą. Ta książka była pierwszym utworem cyklu, który w 1842 r. otrzymał tytuł Komedia ludzka; kluczem do całości, zakrojonej na 137 pozycji (85 utworów ukończonych, reszta w formie notatek i fragmentów) jest Ojciec Goriot (1834-35), gdzie Balzac wprowadził postacie pojawiające się później w innych utworach. Komedia ludzka jest pełnym, realistycznym obrazem społeczeństwa francuskiego od czasów Wielkiej Rewolucji Francuskiej po rządy Ludwika Filipa. Balzac był także autorem nowel o tematyce średniowiecznej, pięciu dramatów; zajmował się również dziennikarstwem i krytyką literacką. Do twórczości Balzaca nawiązywali w swych dziełach najwięksi pisarze realizmu krytycznego.
Kobiety odgrywały w życiu Balzaca ważną rolę. Przez wiele lat kochał, aż wreszcie w 1850 r. poślubił w Berdyczowie Polkę, Ewelinę Hańską. W swoich powieściach, zmieniając dotychczasową literacką modę, portretował kobiety dojrzałe (to znaczy po trzydziestce) – stąd powstało określenie kobiety w wieku balzakowskim, pochodzące od tytułu powieści Balzaca Kobieta trzydziestoletnia.
W Polsce wydano 8-tomowy Wybór dzieł (1880-84); od 1909 Tadeusz Boy-Żeleński przetłumaczył i wydał 34 utwory Balzaca.

## Twórczość
Zamysł stworzenia panoramy francuskiego społeczeństwa XIX wieku kształtował się powoli. Do roku 1830 powstające utwory były oddzielne, początkowo drukowane w odcinkach. Wyszły dwa tomy Sceny z życia prywatnego, które po dwóch latach rozrosły się do 4 tomów. W roku 1833 Balzac postanowił połączyć napisane i projektowane powieści w jeden cykl, określony przez niego w 1841 roku nazwą Komedia ludzka. Zgodnie z zamysłem twórcy, człowiek był rozpatrywany w nim jako gatunek przyrodniczy, a jego opis miał być zawarty w przeszło 130 utworach (napisał ich 91, były to powieści, opowiadania i szkice), w których występuje ponad 2000 postaci, obecnych wielokrotnie w różnych książkach. Cykl obejmuje okres Pierwszego Cesarstwa, Restauracji i Monarchii Lipcowej (1815–1846).
- 1829 – Szuanie (Les chouans), Fizjologia małżeństwa (Physiologie du mariage)
- 1830 – Chwała i nieszczęście (Gloire et Malheur), Bal w Sceaux (Le bal de Sceaux), Wendeta (La vendetta), Zgoda w małżeństwie (La paix du ménage), Kobieta cnotliwa (La femme verteuse), Studium kobiety (Étude de femme), Lichwiarz (L’usurier), Namiętność na pustyni (Une passion dans le désert), Jaszczur (La peau de chagrin), Żegnaj (Adieu), El Verdugo (El Verdugo), Gobseck
- 1831 – Drugie studium kobiety (Autre étude de femme), Sarrazine (Sarrasine), Jezus Chrystus we Flandrii (Jésus-Christ en Flandre), Nieznane arcydzieło (Le chef-d’oeuvre inconnu), Przeklęty syn (L’enfant maudit), Rekrut (Le Réquisitionnaire), Czerwona oberża (l’auberge rouge), Eliksir życia (L’élixir de longue vie), Wygnańcy (Les proscrits)
- 1832 – Sakiewka (La bourse), Pani Firmiani (Madame Firmiani), Granatka (La Grenadière), Kobieta porzucona (La femme abandonnée), Transakcja (La Transaction), Zlecenie (Le message), Kobieta trzydziestoletnia (La femme de trente ans), Proboszcz z Tours (Le curé de Tours), Mistrz Korneliusz (Maître Cornélius), Ludwik Lambert (Louis Lambert), Pułkownik Chabert (Le colonel Chabert)
- 1833 – Eugenia Grandet (Eugénie Grandet), Znakomity Gaudissart (L’illustre Gaudissart), Ferragus (Ferragus), Lekarz wiejski (Le médecin de campagne)
- 1834 – Księżna de Langeais (La Duchesse de Langeais), Poszukiwanie absolutu (La recherche de l’absolu), Marany (Les Marana), Dramat nad morzem (Un drame au bord de la mer), Serafita (Séraphîta)
- 1835 – Ojciec Goriot (Le père Goriot), Kontrakt ślubny (Le contract de mariage), Dziewczyna o złotych oczach (La Fille aux yeux d’or), Melmoth pojednany (Melmoth réconcilié)
- 1836 – Msza ateusza (La messe de l’athée), Kuratela (L’interdiction), Stara panna (La vieille fille), Lilia w dolinie (Le Lys dans la vallée)
- 1837 – Muza z zaścianka (La muse du département), Stracone złudzenia (Illusions perdues): Dwaj poeci (Les deux poètes), Historia wielkości i upadku Cezara Birotteau (Histoire de la grandeur et de la décadence de César Birotteau), Bank Nucingena (La Maison Nucingen), Facino Cane (Facino Cane), Gambara (Gambara), Massimilla Doni (Massimilla Doni)
- 1838 – Córka Ewy (Une fille d'Ève), Gabinet starożytności (Le cabinet des antiques), Urzędnicy (Les Employés ou La Femme supérieure)
- 1839 – Beatrix (Béatrix), Stracone złudzenia (Illusions perdues): Wielki człowiek z prowincji w Paryżu (Un grand homme de province à Paris), Sekrety księżnej de Cadignan (Les secrets de la princesse de Cadignan), Piotr Grassou (Pierre Grassou)
- 1840 – Piotrusia (Pierrette), Król cyganerii (Un prince de la bohème)
- 1841 – Listy dwóch młodych mężatek (Mémoires de deux jeunes mariées), Urszula Mirouët (Ursule Mirouët), Z. Marcas (Z. Marcas), Proboszcz wiejski (Le curé de village)
- 1842 – Albert Savarus (Albert Savarus), Fałszywa kochanka (La fausse maîtresse), Kawalerskie gospodarstwo (La rabouilleuse)
- 1843 – Stracone złudzenia (Illusions perdues): Cierpienia wynalazcy (Les Souffrances de l’inventeur), Tajemnicza sprawa (Une ténébreuse affaire)
- 1844 – Modesta Mignon (Modeste Mignon), Pierwsze kroki (Un début dans la vie), Honoryna (Honorine), Aferzysta (Un homme d’affaires), Gaudissart II (Gaudissart II), Chłopi (Les paysans), Blaski i nędze życia kurtyzany: Jak kochają ladacznice (Splendeurs et misères des courtisanes: Comment aiment les filles) i Po czemu miłość wypada starcom (Splendeurs et misères des courtisanes: À combien l’amour revient aux vieillards)
- 1845 – Epizod z czasów terroru (Un épisode sous la terreur)
- 1846 – Kuzynka Bietka (La cousine Bette), Bezwiedni aktorzy (Les comédiens sans le savoir), O Katarzynie Medycejskiej (Sur Catherine de Médicis), Małe niedole życia małżeńskiego (Petites misères de la vie conjugale)
- 1847 – Kuzyn Pons (Le cousin Pons), Deputowany z Arcis (Le député d’Arcis), Blaski i nędze życia kurtyzany: Dokąd wiodą złe drogi (Splendeurs et misères des courtisanes: Où mènent les mauvais chemins)
- 1848 – Krzywe zwierciadło historii współczesnej (L’envers de l’histoire contemporaine), Blaski i nędze życia kurtyzany: Ostatnie wcielenie Vautrina (Splendeurs et misères des courtisanes: La Dernière Incarnation de Vautrin)
- 1855 – Małomieszczanie (Les petits bourgeois)

## Kultura masowa
- Wielka miłość Balzaka – polsko-francuski serial telewizyjny z 1973 roku. W rolę Balzaca wcielił się Pierre Meyrand.

## Upamiętnienie w Polsce
Od 1973 na terenie obecnej dzielnicy Bielany w Warszawie znajduje się ulica imienia Honoriusza Balzaka.